# Szyling Somalilandu
Szyling Somalilandu – oficjalna jednostka płatnicza samozwańczej republiki Somaliland.
Szyling został wprowadzony w październiku 1994 roku. Wypuszczono wówczas nominały 5, 10, 20, 50, 100, 500, 1000, 5000 szylingów. Awers banknotów przedstawia budynek Banku Somalilandu (Baanka Somaaliland) w Hargejsie, natomiast rewers wyobrażenie dwóch wzgórz, charakterystycznego punktu krajobrazowego w okolicach Hargejsy oraz trzy wielbłądy prowadzone przez chłopca.

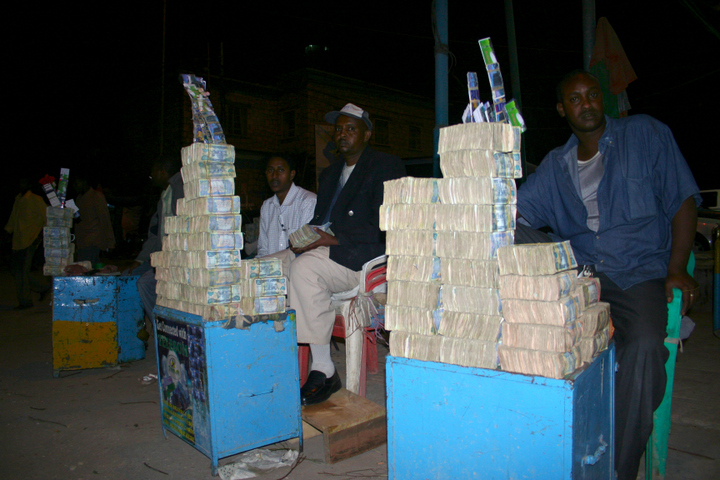
Wymiana pieniędzy na ulicach Hargejsy, stolicy Somalilandu

Nazwa waluty nawiązuje do jednostki płatniczej obowiązującej na tych terenach przed uzyskaniem niepodległości przez Somalię.